# Liste der Finanzämter in Hamburg
Diese Liste nennt die Finanzämter in Hamburg.

## Allgemeines

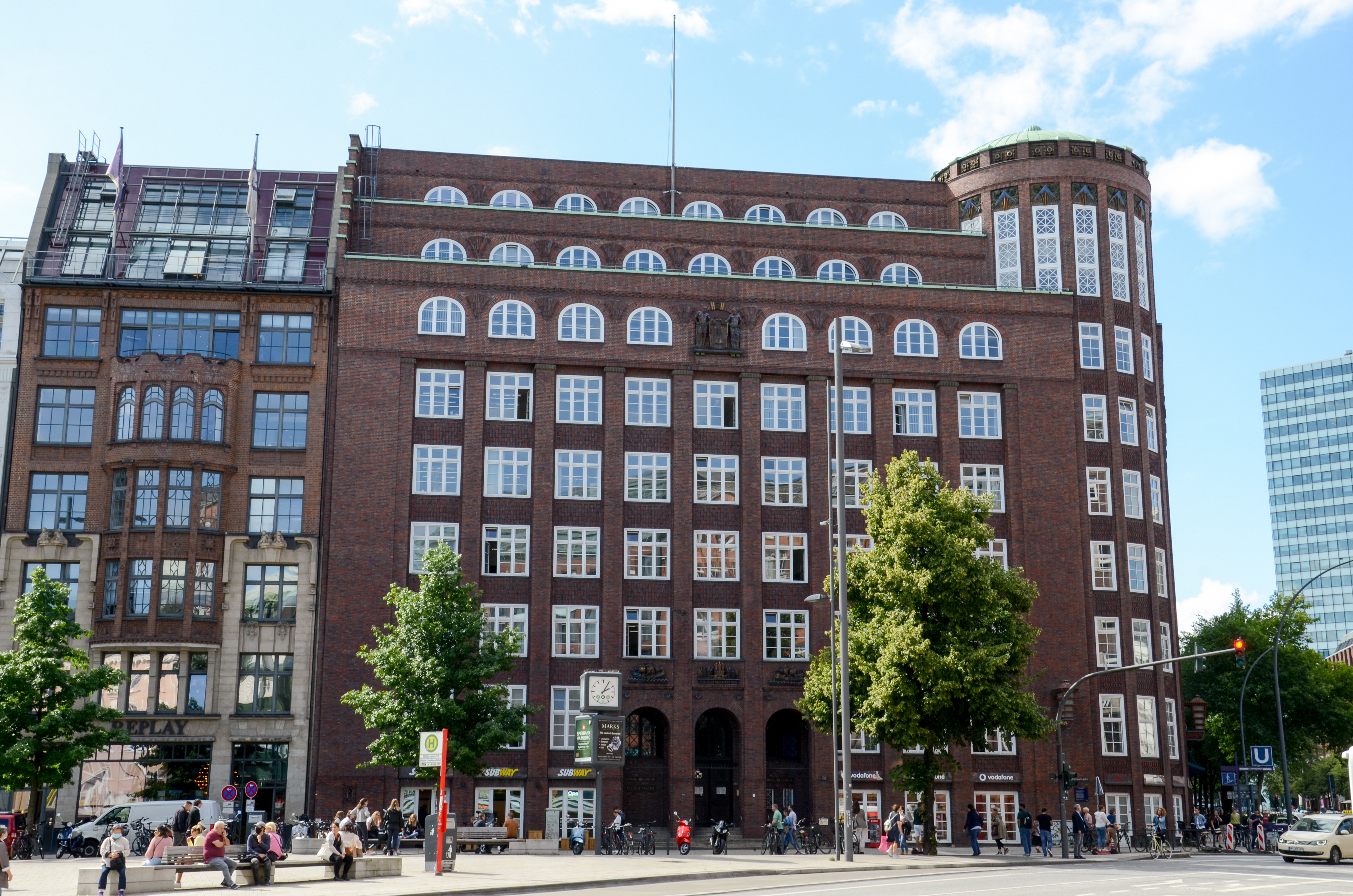
Die Hamburger Finanzbehörde hat ihren Sitz am Gänsemarkt in Hamburg-Neustadt

In Hamburg bestehen 10 Regionalfinanzämter und 4 Sonderfinanzämter. Die Hamburger Finanzämter sind untere Landesbehörden. Als oberste Landesbehörde ist ihnen die Behörde für Finanzen und Bezirke übergeordnet.

## Liste
| Laufende Nummer | Bild | Name                                                     | Bundes- finanzamts- nummer   | Finanzamts-Typ    | Adresse                              | Ort (Stadtteil)         | Finanzamtsbezirk | Gebäude | Behördengeschichte |
| --------------- | ---- | -------------------------------------------------------- | ---------------------------- | ----------------- | ------------------------------------ | ----------------------- | ---------------- | --- | --- |
| 1               |      | Finanzamt Hamburg-Altona                                 | 2241                         | Regionalfinanzamt | Holstenplatz 18, 22765 Hamburg       | Hamburg-Altona-Altstadt | 0                | 0 | 0 |
| 2               |      | Finanzamt Hamburg-Am Tierpark                            | 2242                         | Regionalfinanzamt | Hugh-Greene-Weg 6, 22529 Hamburg     | Hamburg-Lokstedt        | 0                | Das Finanzamt hatte seinen Sitz früher in Schlump (siehe Bild).                                                                   | Im Juli 2004 wurden die Finanzämter Hamburg-Schlump und Hamburg-Elbufer unter dem Namen Finanzamt Hamburg-Am Tierpark zusammengefasst.                                                    |
| 3               |      | Finanzamt Hamburg-Barmbek-Uhlenhorst                     | 2243                         | Regionalfinanzamt | Hamburger Straße 23, 22083 Hamburg   | Hamburg-Barmbek-Süd     | 0                | 0 | 0 |
| 4               |      | Finanzamt Hamburg-Eimsbüttel                             | 2245                         | Regionalfinanzamt | Hugh-Greene-Weg 6, 22529 Hamburg     | Hamburg-Lokstedt        | 0                | Bei der Gründung noch in den Grindelhochhäusern untergebracht, hatte es von 1997 bis 2009 seinen Sitz in der Stresemannstraße 23. | 0 |
| 5               |      | Finanzamt Hamburg-Hansa                                  | 2246                         | Regionalfinanzamt | Steinstraße 10, 20095 Hamburg        | Hamburg-Altstadt        | 0                | 0 | Bis zur Umbenennung im Jahre 1953 unter der Bezeichnung Finanzamt Hamburg-St. Georg bekannt.                                                                                              |
| 6               |      | Finanzamt Hamburg-Harburg                                | 2247                         | Regionalfinanzamt | Harburger Ring 40, 21073 Hamburg     | Hamburg-Harburg         | 0                | 0 | 0 |
| 7               |      | Finanzamt Hamburg-Mitte                                  | 2248                         | Regionalfinanzamt | Steinstraße 10, 20095 Hamburg        | Hamburg-Altstadt        | 0                | 0 | Im September 2005 wurden die Finanzämter Hamburg-Mitte-Altstadt und Hamburg-Neustadt-St. Pauli unter dem Namen Finanzamt Hamburg-Mitte zusammengefasst.                                   |
| 8               |      | Finanzamt Hamburg-Nord                                   | 2249, 2217                   | Regionalfinanzamt | Borsteler Chaussee 45, 22453 Hamburg | Hamburg-Groß Borstel    | 0                | 0 | 0 |
| 9               |      | Finanzamt Hamburg-Oberalster                             | 2250                         | Regionalfinanzamt | Nordkanalstraße 22, 20097 Hamburg    | Hamburg-Hammerbrook     | 0                | Das Finanzamt hatte seinen Sitz früher im Bieberhaus in St. Georg.                                                                | Im Juni 1970 durch die Abspaltung vom Finanzamt Hamburg-Wandsbek als Finanzamt Hamburg-Wandsbek II gegründet. Erst 1980 erfolgte die Umbenennung in den jetzigen Namen.                   |
| 10              |      | Finanzamt Hamburg-Ost                                    | 2244, 2251                   | Regionalfinanzamt | Nordkanalstraße 22, 20097 Hamburg    | Hamburg-Hammerbrook     | 0                | 0 | Im November 2016 wurden die Finanzämter Hamburg-Bergedorf (ehemals 2244) und Hamburg-Wandsbek (ehemals 2251) unter dem Namen Finanzamt Hamburg-Ost (jetzt 2244 und 2251) zusammengefasst. |
| 11              |      | Finanzamt für Großunternehmen                            | 2227                         | Sonderfinanzamt   | Nordkanalstraße 22, 20097 Hamburg    | Hamburg-Hammerbrook     | 0                | 0 | 0 |
| 12              |      | Finanzamt für Prüfungsdienste und Strafsachen in Hamburg | 2228                         | Sonderfinanzamt   | Hugh-Greene-Weg 6, 22529 Hamburg     | Hamburg-Lokstedt        | 0                | 0 | 0 |
| 13              |      | Finanzamt für Steuererhebung (Steuerkasse Hamburg)       | 2201                         | Sonderfinanzamt   | Steinstraße 10, 20095 Hamburg        | Hamburg-Altstadt        | 0                | 0 | 0 |
| 14              |      | Finanzamt für Verkehrsteuern und Grundbesitz             | 2210, 2216, 2220, 2230, 2235 | Sonderfinanzamt   | Gorch-Fock-Wall 11, 20355 Hamburg    | Hamburg-Neustadt        | 0                | 0 | 0 |

## Geschichte
Mit der Erzbergerschen Reform wurde in Deutschland eine einheitliche Reichsfinanzverwaltung geschaffen. Als untere Finanzbehörden entstanden Finanzämter jeweils auf Ebene der Landkreise. Rechtsgrundlage war die Bekanntmachung über die Sitze und Amtsbezirke der Finanzämter vom 16. Juni 1920. Für Hamburg war den Finanzämtern das Landesfinanzamt Hamburg übergeordnet.
Dem Landesfinanzamt Hamburg war nachgelagert:
1. Finanzamt Hamburg – Innere Stadt
2. Finanzamt Hamburg – St. Pauli-Eimsbüttel
3. Finanzamt Hamburg – Barmbeck
4. Finanzamt Hamburg – Süd
5. Finanzamt Hamburg – St. Georg
6. Finanzamt Hamburg – Finanzamt für Körperschaften
7. Finanzamt Hamburg – Baumeisterstraße
8. Finanzamt Hamburg – Nord
9. Finanzamt Hamburg – Rechtes Alsterufer
10. Finanzamt Bergedorf
11. Finanzamt Cuxhaven

Mit dem Groß-Hamburg-Gesetz wurde 1937 Cuxhaven an das Landesfinanzamt Hannover abgegeben, Altona kam vom Landesfinanzamt Schleswig-Holstein hinzu.